# Гурвантес
Гурвантес (монг.: Гурвантэс) — сомон аймаку Умнеговь, Монголія. Площа 28,4 тис. км², населення 3,9 тис. чол. Центр сомону селище Урт лежить за 980 км від Улан-Батора, за 320 км від міста Даланзадгад.

## Рельєф
Гори Немегт (2769 м), Тост (2517 м), Алтан (2273 м) та ін. Широкі долини та піски. Декілька пересихаючих озер.

## Клімат
Клімат різко континентальний. Щорічні опади 100 мм, середня температура січня −15°С, середня температура липня +25°С.

## Природа
Водяться вовки, лисиці, дикі барани, манули, козулі, архари, дикі верблюди.

## Корисні копалини
Золото, вугілля, нафта, рідкісноземельні елементи.

## Економіка
Є солеварний завод.

## Соціальна сфера
Є школа, лікарня, торговельно-культурні центри.